# Deinhard

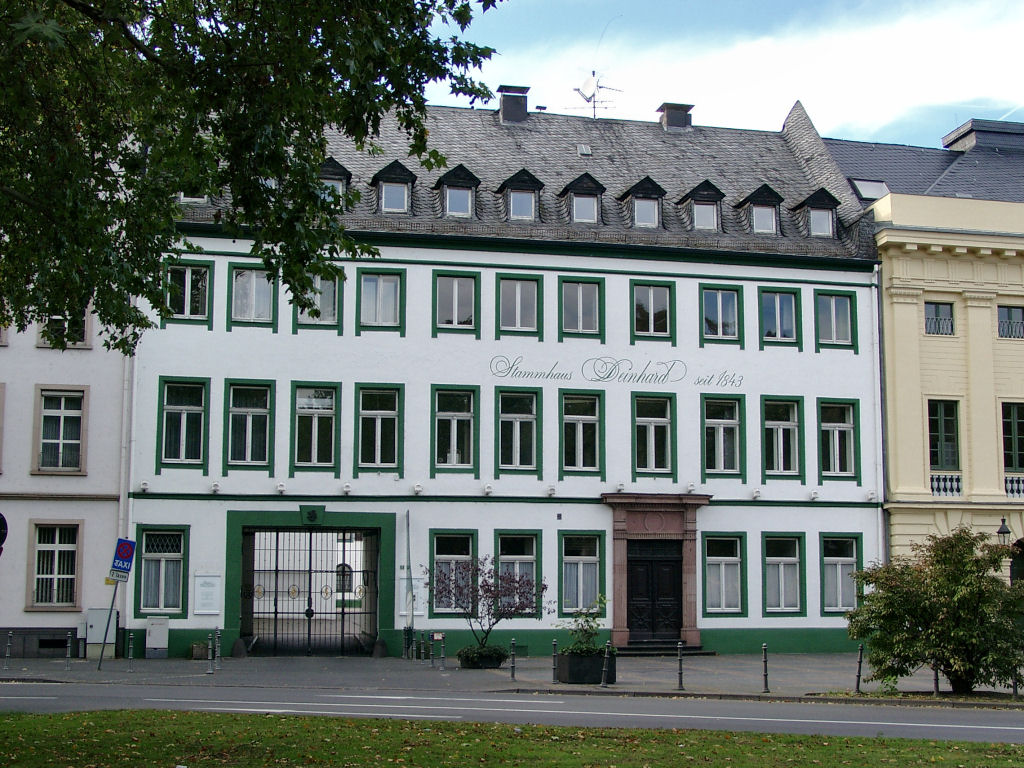
Das Deinhard-Stammhaus in Koblenz

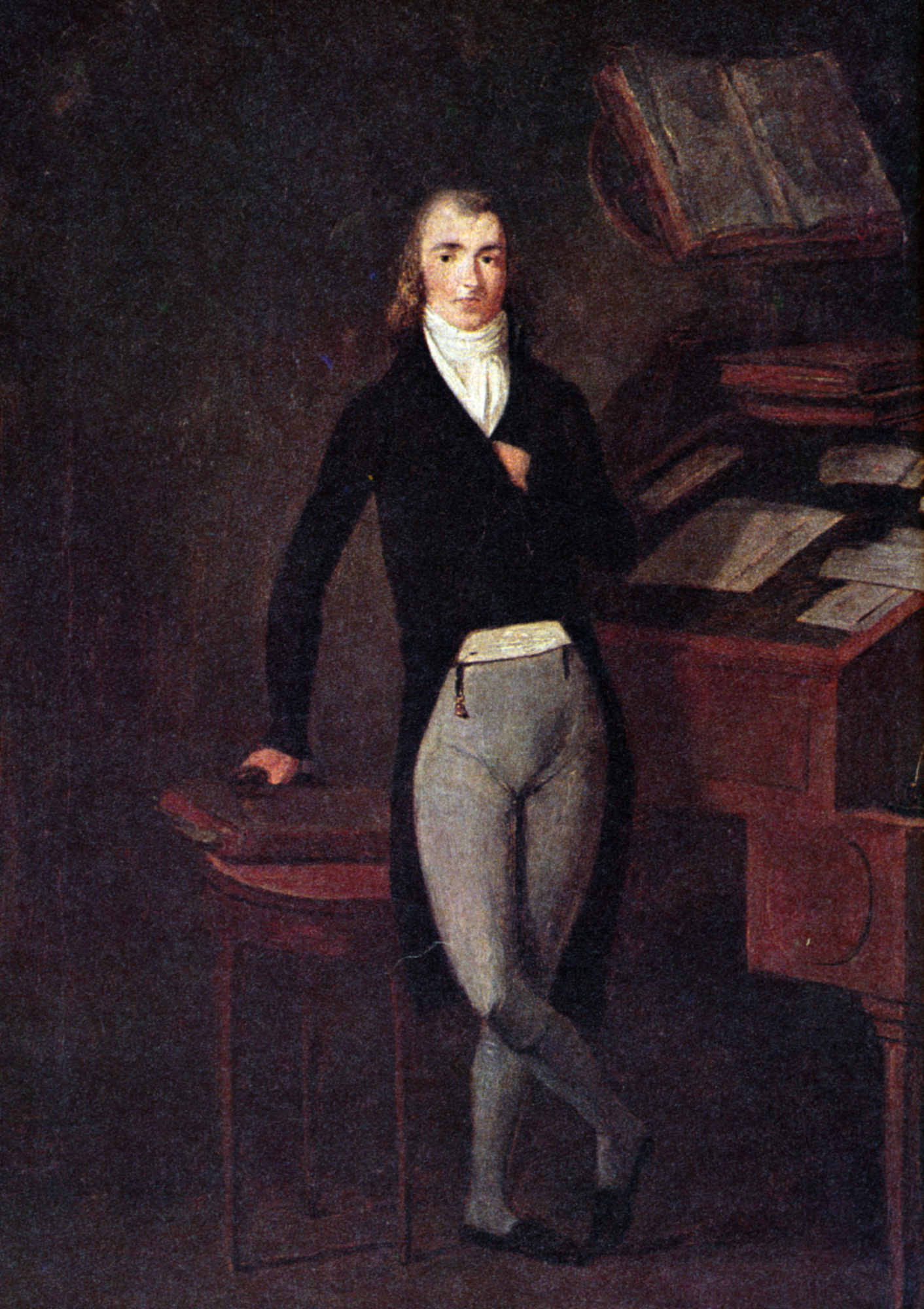
Johann Friedrich Deinhard gründete das Unternehmen 1794

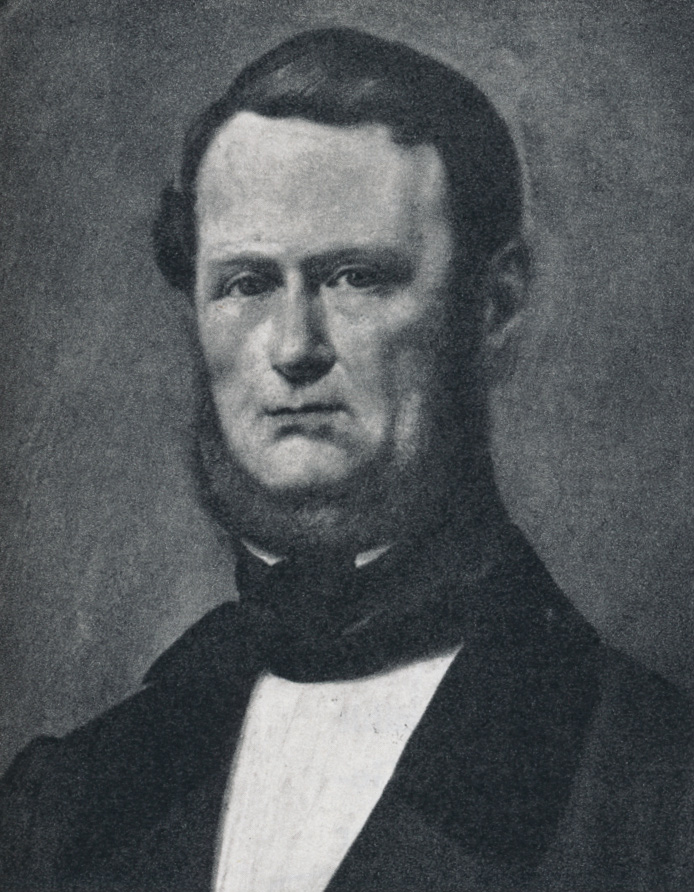
August Deinhard (1806–1865)

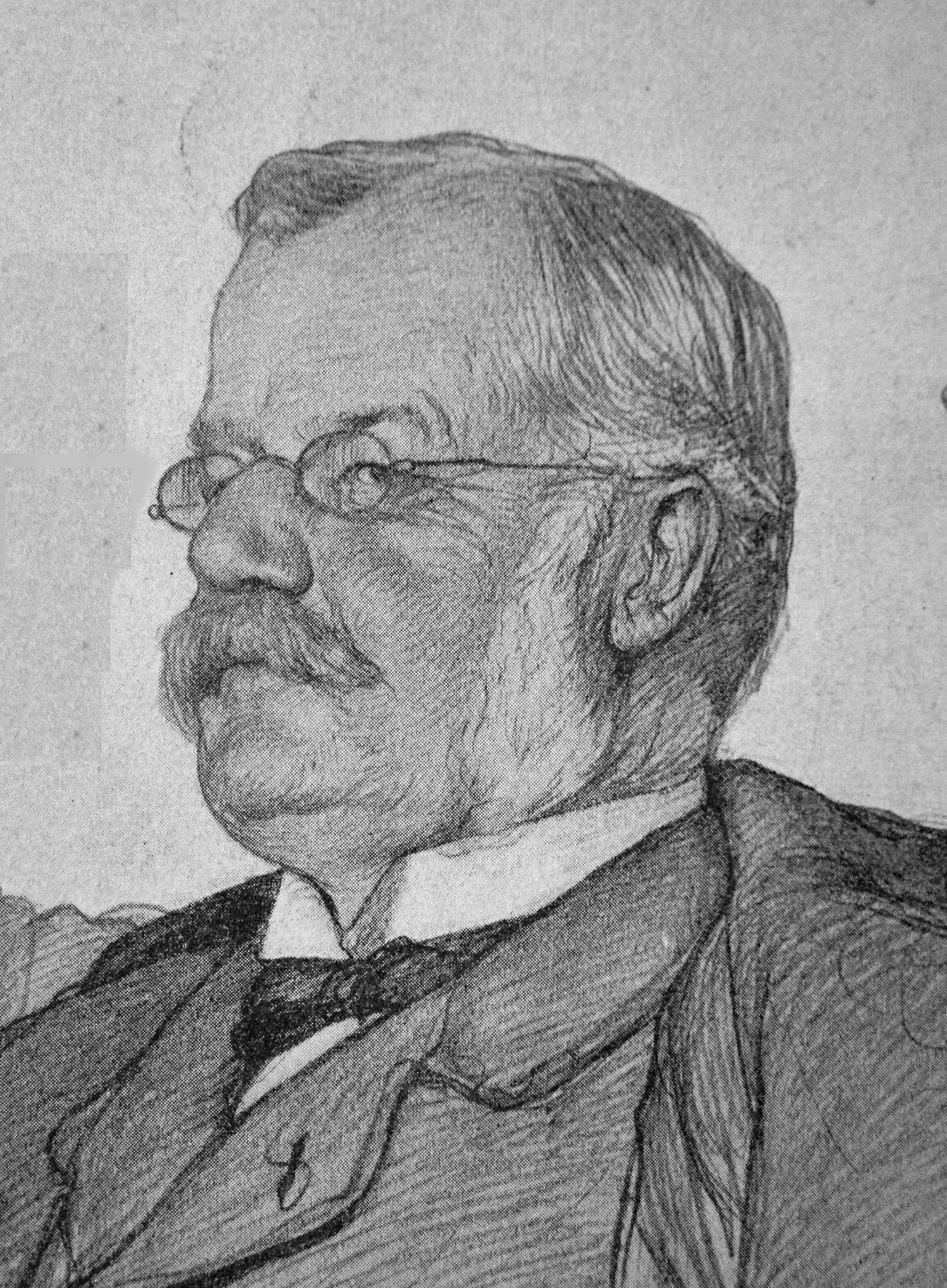
Julius Wegeler, 1893, gez. von C.W. Allers

Die Deinhard GmbH ist eine deutsche Sekt- und Weinkellerei mit Sitz in Bernkastel-Kues. Das Unternehmen geht auf eine im Jahre 1794 von Johann Friedrich Deinhard eröffnete Weinhandlung, die Koblenzer Firma Deinhard & Co., und den Beginn der Sektherstellung im Jahr 1843 zurück. Bis zum 1. September 2020 gehörte Deinhard zur Unternehmensgruppe Henkell & Co. Sektkellerei, welche innerhalb des Oetker-Konzerns die Wein-, Sekt- und Spirituosenhersteller bündelt. Seitdem gehört Deinhard zur Kellerei Peter Mertes.

## Geschichte
Am 1. Mai 1794 legte Johann Friedrich Deinhard (1772–1827) mit Eröffnung eines Einzelhandelsgeschäfts in Koblenz den Grundstein des Unternehmens. Nur wenige Monate später marschierten französische Truppen in das Rheinland ein. Deinhard gelang es, sein Geschäft weiterzuführen, in dem sich Wein bald zum umsatzstärksten Artikel entwickelte. Durch die Heirat mit Ludovica Nebel 1801, der Tochter des späteren Bürgermeisters Johann Nikolaus Nebel, wurde Deinhard zum Schwiegersohn des höchstbesteuerten Bürgers der Stadt Koblenz, der darüber hinaus Weingroßhändler war. 1805 konnte Deinhard einen ersten Handelsreisenden einstellen. Ab 1807 kooperierte Deinhard mit Karl Anton Tesche, der Weinhandlungen in Koblenz und Köln betrieb. Die gemeinsamen Lager der Handelspartner befanden sich im angemieteten Keller unter dem Koblenzer Barbarakloster und im Jesuitenkeller. Um 1812 trat Friedrich Wincelius als weiterer Teilhaber in das Unternehmen ein. Ab 1825 exportierte Deinhard Wein nach England, wofür sich insbesondere der junge Anton Jordan (1804–1890) verdient gemacht hat, der als Einziger der kleinen Belegschaft Englisch sprach und mehrere Jahre auf Handelsreisen in England verbrachte.
August Deinhard (1806–1865), der Sohn des Gründers, wurde nach dem Tod des Vaters 1827 Teilhaber, zusammen mit Tesche und Wincelius. Jordan erhielt Prokura und wurde an den Gewinnen aus dem Geschäft mit England beteiligt. Das Jahr 1834 brachte weitere entscheidende Wendungen im Geschäftsverlauf. Der frühere Teilhaber Tesche schied aus und begann „Landweine nach Art des Champagners“ herzustellen. August Deinhard heiratete Wilhelmine Therese Engel, die weiteres Vermögen in das Unternehmen einbrachte. Anton Jordan heiratete Augusts Schwester Louise. Das Unternehmen firmierte künftig unter der Bezeichnung Deinhard & Jordan. Augusts jüngere Brüder Carl und Friedrich übernahmen die Auslandsgeschäfte in England und Holland. 1835 entstand in London eine erste dauerhafte Auslandsniederlassung unter Carl Deinhard (1809–1850), der sich fortan Charles nannte und später Teilhaber wurde.
Von Tesches Erfolg angeregt, gründete auch Deinhard 1843 ein eigenes Werk zur Herstellung von Schaumwein. In Frankreich hatte bereits im Jahre 1700 der Mönch Dom Pérignon die Herstellung von Schaumwein erfunden, allerdings schwankte die Qualität. Deinhard entwickelte das Verfahren weiter und verbesserte die Qualität des Schaumweins. Der Sekt aus Koblenz war im 19. Jahrhundert bei wohlhabenden Bürgern und dem Hochadel sehr beliebt. Auch außerhalb Deutschlands nahm die Nachfrage stetig zu und Deinhard wurde einer der führenden Sekt-Exporteure im Rheinland. In England erlangte der Schaumwein unter dem Namen „Sparkling Moselle“ hohe Absatzzahlen. So wurden im Jahre 1851 bereits 176.000 Flaschen Schaumwein abgesetzt. Die Kleinstaaterei und die politische instabile Situation in der zweiten Hälfte des 19. Jahrhunderts bereitete der Unternehmensleitung große Sorgen, da man damals vor allem vom Rhein-Schifffahrtsweg abhängig war, um Produkte nach England und an andere Ziele zu verschiffen. August Deinhard war auch Landtagsabgeordneter und stand deswegen im Spannungsfeld zwischen geschäftlichen und politischen Interessen.
Nach dem frühen Tod von Charles Deinhard 1850 aufgrund eines Herzfehlers übernahm Louis Ehrmann das erfolgreiche England-Geschäft. Er wurde ab 1857 durch Jakob Hasslacher († 1903) und Julius Wegeler (1836–1913) unterstützt. Nach der Senkung der englischen Weinsteuer 1860 florierte in England auch das Geschäft mit stillen Weinen. 1861 heiratete Wegeler August Deinhards Tochter Emma. Nach Streitigkeiten mit dem Teilhaber Jordan trennte sich Deinhard 1864 von diesem und nahm stattdessen seine erfolgreichen englischen Handelsleute Wegeler und Hasslacher als Teilhaber auf. Nach dem Tode August Deinhards im Februar 1865 wurde Wegeler Geschäftsleiter in Koblenz, Hasslacher blieb in London und heiratete nach dem Tode seiner ersten Frau Wegelers Schwester. August Deinhards Witwe blieb noch bis 1875 am Geschäft beteiligt, danach waren Wegeler und Hasslacher die Alleineigentümer und bauten das Unternehmen vollends zur größten Weinkellerei am Rhein aus. In jene Zeit fällt 1888 die Einführung der Marke Deinhard Cabinet für Qualitätsstandardsekt. 1891 übernahm Deinhard auch die Kellerei des inzwischen verstorbenen einstigen Gesellschafters Jordan, der sich nach seinem Ausscheiden bei Deinhard ebenfalls einen deutschen und englischen Kundenstamm aufgebaut hatte.
Im Jahre 1892 führte Deinhard als erste deutsche Sektkellerei das Degorgierverfahren für die Sektherstellung ein. Erfunden wurde das Verfahren von dem Engländer Walford. Es ermöglichte eine Produktion des Sekts in großer Stückzahl bei konstant hoher Qualität. Auf der Weltausstellung 1900 in Paris erhielt die Firma Deinhard den Grand Prix. Ebenfalls im Jahr 1900 kaufte man an der Mosel Teile der berühmten Weinbergslage Bernkasteler Doctor für 100 Goldmark pro Rebstock, und damit für den vielfachen Preis der gleichzeitig erworbenen anderen Lagen.
Um die Jahrhundertwende kam es zum nächsten Generationswechsel innerhalb der Geschäftsleitung. Nach dem Tode Hasslachers 1903 übernahmen sein Sohn Charles Hasslacher (1865–1961) und sein Schwiegersohn Heinrich Schiller das Geschäft in England. In Koblenz zog sich Julius Wegeler aus dem Tagesgeschäft zurück und übergab die Geschäftsleitung seinem Bruder Karl Wegeler. Im Jahr 1910 führte Deinhard die Marke Deinhard Lila für extratrockenen Sekt ein.
Mit dem Ersten Weltkrieg gingen für Deinhard fast alle Auslandsniederlassungen verloren. Das Unternehmen stellte die Stillweinproduktion vollends ein und konzentrierte sich nur noch auf Schaumwein, der in den Kriegsjahren auch fast nur noch in Deutschland abgesetzt werden konnte. Auf dem internationalen Markt wurden Deinhards Absatzmärkte unterdessen von französischem Champagner besetzt. Das Unternehmen durchlief schwere Jahre während der Zeit der Inflation und nach einer kurzzeitigen Erholungsphase auch wieder während der Weltwirtschaftskrise 1929, die das Unternehmen im Wesentlichen nur durch den wieder auflebenden Absatz in England überstand. In den frühen 1930er Jahren erholte sich das Unternehmen und konnte vor allem das Auslandsgeschäft wieder enorm steigern. Doch mit beginnenden Nationalsozialismus wurde das Unternehmen mehr und mehr von den Reglementierungen des planwirtschaftlichen Prinzips betroffen.
Im Zweiten Weltkrieg wurden zunächst die Verbindungen zum englischen Unternehmenszweig gekappt. Charles Hasslacher hielt sich dort mehr schlecht als recht mit dem Vertrieb von algerischen, südafrikanischen und ungarischen Weinen über Wasser. Bei Luftangriffen auf Koblenz wurden Kellereien und Büros des deutschen Unternehmens fast komplett zerstört. In der Nachkriegszeit machte sich vor allem Austin Hasslacher, der Sohn von Charles Hasslacher, um die Wiederaufnahme des Exportgeschäfts nach England verdient. Im Zuge der Währungsreform kam es zu einer erneuten Umstrukturierung des Unternehmens, indem die Londoner Teilhaber aus dem Unternehmen in Koblenz austraten und Heinz Hasslacher (* 1914) in Koblenz die Geschäftsführung übernahm.
Die Produktion kam nur langsam wieder in Gang und das Exportgeschäft konnte erst nach Gründung der Bundesrepublik und Übernahme der Außenhandelsbefugnisse durch deutsche Behörden einen Aufschwung nehmen. Neben dem Export eigener Produkte befasste sich Deinhard in jenen Jahren auch mit dem Import und Alleinvertrieb ausländischer Erzeugnisse, darunter Pommery und Pernod aus Frankreich, VAT 69 aus Schottland und Sherry Dry Sack aus Spanien.
Das Inlandsgeschäft mit Sekt wurde erst ab 1952 wieder bedeutend, als die Sektsteuer auf ein Drittel gesenkt wurde und sich der Sektabsatz in Deutschland bis 1965 dadurch verzehnfachte.
Um 1953 gab es einen erneuten Generationswechsel in der Unternehmensleitung, als Gerhard Wegeler 59-jährig inmitten des Wiederaufbaus des Unternehmens starb. Sein Sohn Rolf und sein Neffe Hanns-Christof (* 1934) wurden 1955 Gesellschafter und 1962 neben Heinz Hasslacher Teilhaber der Koblenzer Sektkellerei Deinhard & Co. KG. a. A. Hanns-Christof wurde auch Geschäftsführer der Bernkasteler Sektkellerei GmbH und der Bernkasteler Weinkellerei GmbH. Der letzte Mitinhaber der vorhergegangenen Generation, Julius Wegeler (1887–1961), wurde 1954 mit dem Bundesverdienstkreuz 1. Klasse ausgezeichnet.
In den 1960er Jahren wurden wegen der großen Nachfrage neue Produktionsstätten in Koblenz-Wallersheim gebaut. Zunächst entstand 1965 eine neue Fertigungsanlage der zu Deinhard gehörenden Epikur GmbH, in deren Nachbarschaft 1966/67 eine neue Sektkellerei. Das Stammhaus in der Koblenzer Innenstadt neben dem Theater wurde weiterhin zur Verwaltung des Exportgeschäfts genutzt, 1969 richtete Deinhard dort ein Kellermuseum ein.
1997 wurden die Firma Deinhard und die damit verbundenen Markenrechte von der Henkell & Co. Sektkellerei KG (Oetker-Gruppe) erworben, welche diese dann 2020 an die in Bernkastel-Kues beheimatete Weinkellerei Peter Mertes weiterverkaufte.

## Galerie

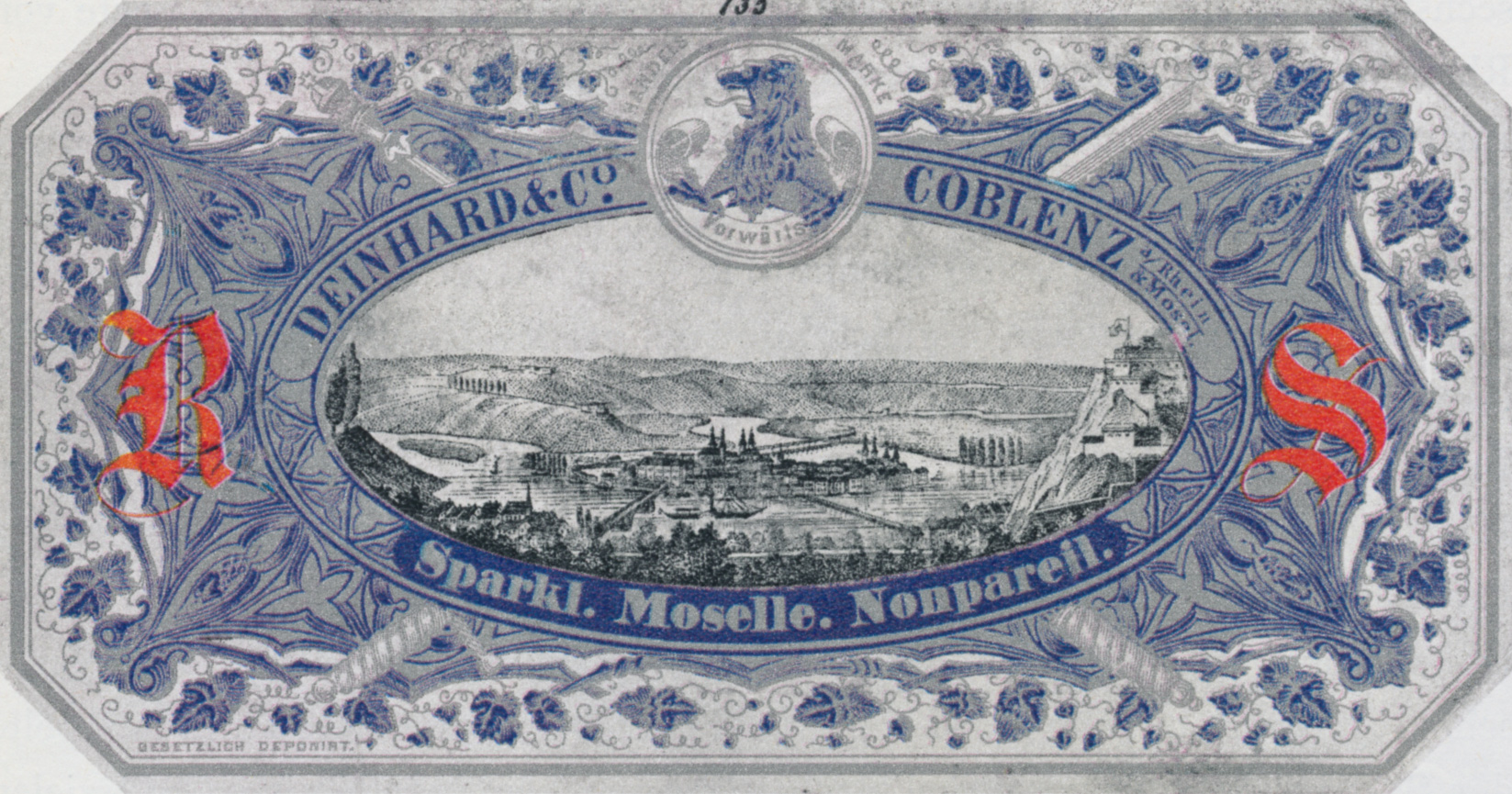
Deinhard-Etikett aus dem späten 19. Jahrhundert
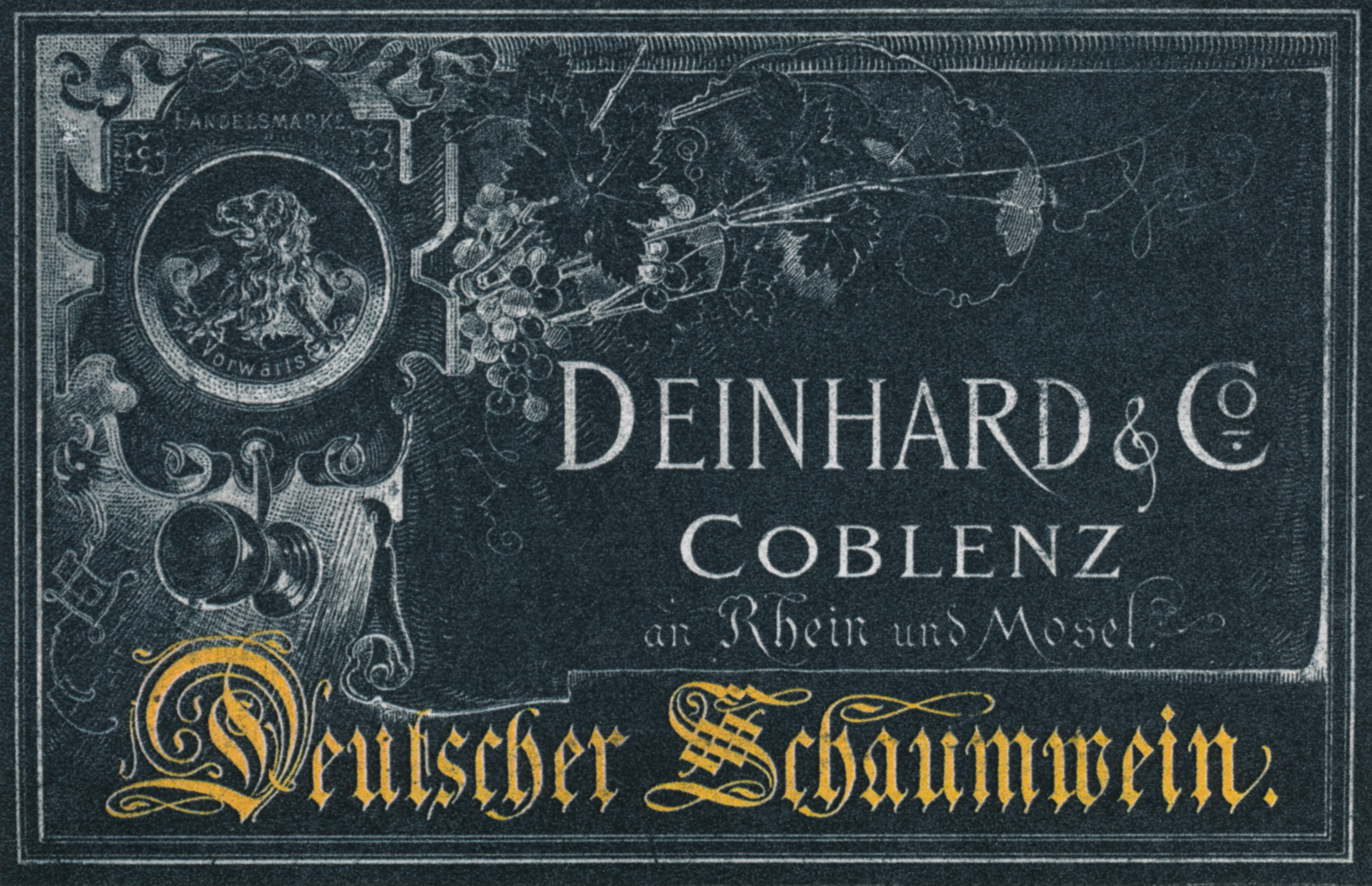
Deinhard-Etikett aus dem späten 19. Jahrhundert
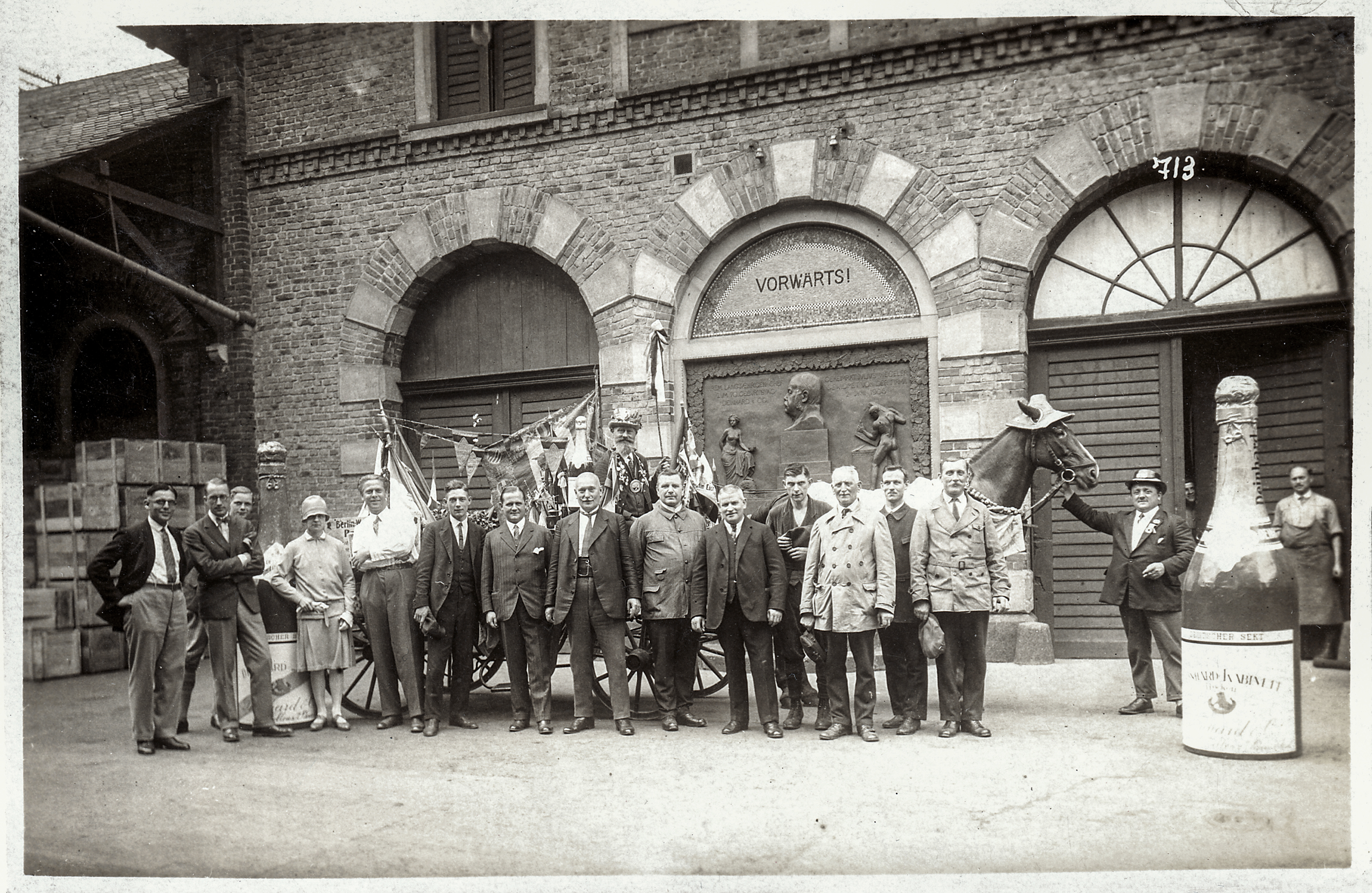
Gustav Hartmann zu Besuch bei Deinhard in Koblenz während seiner Parisreise, 1928

## Produkte
Aktuelles Sekt-Sortiment Deutschland:
- Deinhard Sekt Riesling Trocken
- Deinhard Sekt Chardonnay Brut
- Deinhard Rosé Sekt Pinot Noir Brut

Wein-Sortiment für den Export:
- Deinhard Green Label Riesling, Green Label Dry Riesling, Green Label Sparkling
- Deinhard Hanns Christof, Deinhard Piesporter Michelsberg
- Diverse deutsche Rebsortenweine und alkoholfreie Varianten

## Denkmalschutz
Das Deinhard-Stammhaus ist ein geschütztes Kulturdenkmal nach dem Denkmalschutzgesetz (DSchG) und in der Denkmalliste des Landes Rheinland-Pfalz eingetragen. Es liegt am Deinhardplatz 3.
Seit 2002 ist das Deinhard-Stammhaus Teil des UNESCO-Welterbes Oberes Mittelrheintal.